# Rère
La Rère est une rivière des départements du Cher et de Loir-et-Cher, en région Centre-Val de Loire et un affluent gauche de la Sauldre, donc un sous-affluent de la Loire par le Cher.

## Hydronymie
En 1774 elle est citée sous le nom de Rèze. Il ne faut donc pas la confondre avec la Rèze, petit cours d'eau de 8 km en Dordogne.

## Géographie
La longueur de son cours d'eau est de 53 kilomètres.
Elle prend au sud de la commune de Presly, à 206 m d'altitude, au lieu-dit Sommerère. 
Elle se jette dans la Sauldre, en rive gauche, au sud-est de la commune de Villeherviers, à 87 m d'altitude  près du lieu-dit le Moulin des Tourneux et de l'Aquarium. Au niveau du hameau la Guérinière, la Rère forme un bras secondaire nommé la petite Rère, qui retrouve la Rère après quelques kilomètres à hauteur du château de la petite Chalinière.
La Rère passe sous l'autoroute A71 d'Orléans à Clermont-Ferrand, juste au sud de l'aire de service de Salbris-Theillay. 

### Communes et cantons traversés
Dans les deux départements du Cher et de Loir-et-Cher, la Rère traverse les neuf communes suivantes, de l'amont vers l'aval, dans le Cher, de Presly (source), Ménétréol-sur-Sauldre, Nançay, dans le Loir-et-Cher, de Theillay, Châtres-sur-Cher, La Ferté-Imbault, Selles-Saint-Denis, Langon, Villeherviers (confluence)
Soit en termes de cantons, la Rère prend source dans le canton d'Aubigny-sur-Nère, traverse les canton de Selles-sur-Cher, canton de la Sologne, conflue dans le canton de Romorantin-Lanthenay, le tout dans les arrondissements de Vierzon et de Romorantin-Lanthenay.

### Bassin versant
La Rère traverse les quatre zones hydrographique K643, K644, K645, K646 pour une superficie totale de 1 967 km2. La Rère a d'abord une pente de 0.46 % sur les premiers 14 km puis a une pente de 0.14 %. Le bassin versant spécifique de la Rère s'établit à 443 km2 et pour une longueur du chevelu du réseau hydrographique de 392 km. Douze ouvrages sont implantés sur le bassin versant de la Rère et ses affluents.

### Organisme gestionnaire
L'organisme gestionnaire est le Syndicat mixte d'aménagement de la Sauldre et de ses affluents

## Affluents
La Rère a treize tronçons affluents référencés :
- le Mauvoisin,
- le Coulonet,
- la Lerne
- la Sange
- les Gaz
- le Rouaire
- les Lacs Plats
- le Grand Fossé

## Hydrologie

### La Rère à Villeherviers
Le module de la Rère a été évalué en 2003 à 1,5 m3/s. 

### Étiage ou basses eaux
Le QMNA5 est d'environ 0,065 m3/s

### Débit spécifique
Le débit spécifique ou QSP est de 3,4 l/s/km2 de bassin.